# Silvia Gambino
Silvia Gambino (Palermo, Sicilia, 1 de enero de 1965-Madrid, 4 de abril de 2022) fue una actriz española de origen italiano, conocida por su papel en la serie española Escenas de matrimonio (2007-2009).

## Biografía
Se inició en el mundo de la interpretación con tan solo diecisiete años, teniendo sus primeras experiencias profesionales en teatro. De este modo, participó en múltiples obras especialmente de tono cómico y actuando también como vedette de revista. Entre los montajes en los que participó figuraban Annie de Juan José Alonso Millán; Revista, revista, siempre revista de Mariano Torralba; Por la calle de Alcalá de Ángel Fernández Montesinos, Sin la polonesa..., ¡nada! y El jardín de nuestra infancia de Carlos Ballesteros. También en este campo trabajó en las compañías de Pepe Rubio en El visón volador, ¿Dónde están mis pantalones?, La sopera (1998), Demasiado para una noche, ¿Qué hago con mi mujer? y ¿Quién engaña a quien?, las cuatro con Pedro Osinaga, teniendo como compañeros a artistas de la talla de Quique Camoiras.
Su actividad cinematográfica, sin embargo, fue mucho más reducida. Debutó en 1981, de la mano de Mariano Ozores, con Todos al suelo. En su exigua filmografía destacaron los títulos Truhanes (1983), de Miguel Hermoso junto a Arturo Fernández, Francisco Rabal. Los éxitos de taquilla Torrente 3: El protector (2005), de Santiago Segura junto a Tony Leblanc, José Mota y Ekipo Ja (2007), de Juan Antonio Muñoz —componente de Cruz y Raya—.
Comenzó en televisión en 1979 en el programa de Valerio Lazarov Sumarísimo; en 1996 participó en el espectáculo teatral Maravillas diez y pico. Desde entonces, destacó su trabajo en las series: Qué loca peluquería, de Eloy Arenas; En plena forma, bajo la realización de Hugo Stuven Cangas de Onís; el espectáculo Encantada de la vida, con Concha Velasco; Una rubia peligrosa, con Ana Obregón; ¡Cinco minutos nada menos!, con Alfonso Lussón; Las mujeres bonitas y El motocarro, con Raúl Sénder; La sopa boba, interpretando a Marina y un largo etcétera.
Su mayor popularidad se la debe al medio televisivo, especialmente al programa de José Luis Moreno Noche de fiesta (Televisión Española), en el que desde 1999 realizaba números cómicos interpretando a la ingenua y estridente Rosita. A partir de 2002 se incorporó a uno de los sketches de mayor éxito del programa, Escenas de matrimonio, interpretando a Marina, la esposa frustrada de Roberto (Alfredo Cernuda).
Permaneció en el programa hasta su cancelación en 2004 y desde 2002 a 2005 interpretando también el mismo personaje de Marina en el espectáculo teatral Matrimoniadas: hasta que la muerte nos separe, surgido de la idea del sketch original de José Luis Moreno.
Además, durante unos meses en 2004, Gambino, como el resto de los actores de esta mini comedia, entre ellos, Marisa Porcel, Pepe Ruiz y Alfredo Cernuda, se incorporaron con los mismos personajes a la serie de Antena 3 La sopa boba.
A partir de agosto de 2006 empezaba a abandonar el personaje que le había reportado más popularidad y encarnó al personaje de Eudosia en la obra La venganza de la Petra, de Carlos Arniches, bajo la dirección de José Luis Moreno junto con María Garralón, representada en el Teatro La Latina de Madrid.
En 2007 intervenía semanalmente en el programa de variedades Noche sensacional, presentado por Mar Saura y Andoni Ferreño emitido en algunas de las cadenas autonómicas, tales como: Canal Nou, CMM TV, Canal Sur Televisión, IB3…
En septiembre de 2008 se incorporó a Escenas de matrimonio en el papel de Asun, un personaje similar al de Marina. Se trata de una ama de casa que lleva 16 años casada con Emilio (Santiago Urrialde).
El 4 de abril de 2022 falleció a causa de un cáncer de pulmón.

## Filmografía

### Películas
- Todos al suelo (1982)
- En busca del huevo perdido (1982)
- Mil gritos tiene la noche (1982)
- Truhanes (1983)
- Cuando Almanzor perdió el tambor (1984)
- El último kamikaze (1984)
- Yo soy esa (1990)
- La noche del ejecutor (1992)
- Torrente 3: El protector (2005)
- Ekipo Ja (2007)

### Películas televisivas
- Feliz Nochevieja, cariño (1995)
- Milagro en casa de los López (1997)

### Cortometrajes
- Recuerdos (2012)
- ¡Quiero actuar! (2016)

### Series
- Encantada de la vida (un episodio, 1993)
- Qué loca peluquería (un episodio, 1994)
- La revista (1995-1996)
- Maravillas 10 y pico (tres episodios, 1996)
- En plena forma (1997)
- Pasen y vean (un episodio, 1997)
- Telepasión (dos episodios, 2002 y 2003)
- La sopa boba (2004)
- ¿Se puede? (un episodio, 2004)
- A tortas con la vida (dos episodios, 2005)
- Aquí no hay quien viva (un episodio, 2006)
- Corazonadas (2007)
- Escenas de matrimonio (2007-2008)
- Todo es posible en el bajo (un episodio, 2012)
- Centro médico (un episodio, 2018)

### Programas de televisión
- Noche de fiesta (1999-2004)
- Cruz y Raya (2005-2006 - 2007)
- Noche sensacional (2007-2011)
- Siempre estrellas (2011 / 2012)
- Esta noche Juan Muñoz (2011)
- Lo que yo te diga (2012)
- Reyes y estrellas (2012)
- Noche en paz (2012-2015)
- Sábado sensacional (2014)
- Alfombra roja (2015)

## Teatro
- Diálogo con una muñeca idiota (1981)
- Don Armando Gresca (1984)
- El tonto es un sabio (1986)
- Qué sólo me dejas (1988)
- El visón volador (1992)
- Quién engaña a quién (1994)
- El jardín de nuestra infancia (1995)
- Si Fausto fuera Faustina (1995)
- Matrimoniadas (2003-2004 - 2005-2006 - 2012)
- La venganza de la Petra (2006)
- Sé infiel y no mires con quién (2008)
- El otro lado de la cama (2015-2016)
- La abuela echa humo (2016)
- Micro Yerma (2017)
- La verdad del amor (2017)
- Tu y yo somos tres (2017)
- El secreto de Victoria (2017)
- Que descanse en paz (2017-2018)
- Hermoso boñar (microteatro, 2018)
- Bellas y bestias (2018)
- Desde que la muerte nos separe (2019)